# 昆明东站
昆明东站是位于中华人民共和国云南省昆明市官渡区彩云北路的一个铁路车站，建于1958年，沪昆铁路和南昆铁路在该站分叉，西距昆明站6公里，东距贵阳站632公里，上海南站2274公里，东南距威舍站302公里，南宁站822公里。昆明东站由中国铁路昆明局集团直接管辖，是一等站。现仅办理货运，不办理客运业务，车站及其上下行区间均已电气化。